# 马丁·路德与反犹主义
马丁·路德是德国宗教改革的领袖，他强烈的反犹言论和作品对德国的反犹主义有重要的影响。

## 路德的观点演变
路德对犹太人的态度在他一生中不断变化。在他职业生涯的早期阶段——约在1536年前——他对犹太人在欧洲的困境表示关注，并热衷于通过自己的宗教改革将他们转变为基督徒的可能。但是，这种方法并不成功。在他职业生涯后期，路德谴责犹太教，呼吁严厉迫害犹太信徒，这样他们就不可以继续传道。在他的《论犹太人及其谎言》的一段中，他对基督教群体不能驱逐他们而感到遗憾。此外，在回答“我们基督徒应该如何对待这些被拒绝和被谴责的犹太人？”这个问题时，他提出以下的建议：
- “首先，要烧掉他们的犹太会堂或学校……这样做是为了尊重我们的主和基督教，这样上帝能看到我们是真正的基督徒……”
- “第二，我建议夷平和摧毁他们的房子。”
- “第三，我建议夺走他们所有的祷告书和塔木德著作，这些作品教导的是偶像崇拜、谎言、诅咒和亵渎神灵。”
- “第四，我建议他们的拉比从今以后禁止教学，违者则处死或被惩罚……”
- “第五，我建议犹太人禁止在马路上通行，因为国内没有他们的事情……”
- “第六，我建议禁止让他们放高利贷，这样所有现金以及银子、金子等财富都要从他们那里拿走……”
- “第七，我建议给年轻、强壮的犹太人一个枷，一把斧子，一把锄头，一把铁锹，一根绳子或一根纺锤，让他们汗流浃背地谋生……但是，如果我们担心他们可能伤害我们或我们的妻子，孩子，仆人，牛等……那么，让我们效仿其他国家，如法国，西班牙，波希米亚等的一般做法，将他们永远赶出国土……”

### 早期
现知路德对犹太人的第一个评论是1514年写给乔治·斯巴拉丁牧师的信中：
让犹太人改信基督教将只是上帝从内心转化他们工作，而不是人能从外部进行或从事的工作。如果人们将他们的冒犯取走，更糟的情况将随之而来。因为，由于上帝的忿怒，他们得到斥责，这样，他们会如同传道书所说的一样变得屡教不改；而对于屡教不改的人来说，每次他人的纠正只会变得更糟，而不是更好。

1519年，路德挑战了在529-534年间由查士丁尼一世建立的民法大全中的“犹太人的奴役”原则。他写道：“荒谬的神学家为人们憎恨犹太人辩护……当犹太人看到我们对他们的残酷和敌意时，他们愿意加入我们的行列吗？我们对他们的行为更像野兽而不是基督徒？”

在他1523年的文章《耶稣基督是一个犹太人》中，路德谴责人们对犹太人的不人道待遇，并敦促基督徒友好对待他们。路德热切渴望犹太人会听到明确的福音，从而归信基督教。因此他认为：
如果我是一个犹太人，并看到这样的蠢货和笨蛋统治和教导基督教信仰，我会更快成为一只猪，而不是一个基督徒。他们对待犹太人如同对待狗而不是人一样；他们除了嘲笑他们，剥夺他们的财产以外，没有做过什么。当他们给犹太人施洗时，他们没有教导基督教的教义或生活，而只是让他们从属于教皇，并取笑他们……如果同样作为犹太人的使徒对待我们这些外邦人时如同我们这些外邦人对待犹太人一样，那么，外邦人中就不会产生什么基督徒……当我们时常夸耀我们[作为基督徒]的立场时，我们应该记住，我们是外邦人，而犹太人是具有基督的血统的。我们是外来者和外族；而他们是主的血亲、表亲和兄弟。因此，如果人们夸耀自己的血和肉，那么，犹太人实际上比我们离基督的血缘关系更近……如果我们真正想帮助他们，我们与他们交往时一定不要以教皇的法律来做指导，而是以基督教的爱来指引我们。我们必须亲切地接待他们，允许他们与我们交易和合作，他们可以有机会和条件与我们社交，倾听我们基督教的教义，并见证我们基督徒的生活。如果他们中的一些人是顽固的，那么应该如何？毕竟，我们自己也不是完美的基督徒。

几年后，在1528年，路德记载了他吃了符合犹太教规的食物而带来前所未有的腹泻。在给Melancthon的信中，路德认为犹太社团试图毒害他。路德认为符合犹太教规的食物是与异邦人的规定不符合的；他进一步认为犹太人（他们吃这些食物时应当不会有不良的反应）吃这些食物是为显示了比外邦人更优越，从而将自己与主流德国文化区分开来。他建议犹太食物应该在基督教国家中禁止。

### 煽动反犹
路德成功地在萨克森、勃兰登堡和西里西亚发动反犹运动。1536年8月，路德所在地的王公、萨克森选侯寬容者約翰·腓特烈颁布一个法律，禁止犹太人在他的领地居住、从事商业活动或穿过他的领地。一个阿尔萨斯的调解者、拉比名叫“罗塞姆的约泽尔”（Josel of Rosheim），他要求改革家沃尔夫冈·卡皮托（Wolfgang Capito）与路德交涉，以便王公能听到他们的说话，但路德拒绝了每次洽谈。在回应约泽尔时，路德提到他未能成功地让犹太人归信：“……我愿意为你们尽最大努力，但我不想通过自己行为而让你们犹太人更加顽固。你必须找到另一个中间人。”Heiko Oberman指出这一事件对于理解路德对犹太人的态度是重要的：“即使在今天，这种拒绝往往认为是在路德职业生涯中从友好对待犹太人到敌对犹太人的决定性转折点。”
罗塞姆的约泽尔试图帮助萨克森的犹太人，他在回忆录中写到，他们的糟糕状况是“由那个名叫马丁·路德的牧师带来的。愿他的身体和灵魂下地狱！！马丁·路德写了和发表了许多异端的书，他说谁帮助犹太人就注定要灭亡”麻州大学达特茅斯分校欧洲历史荣誉教授罗伯特·迈克尔（Robert Michael）写道，约泽尔要求斯特拉斯堡市禁止出售路德的反犹作品；他们最初拒绝了，但当奥克弗尔登（Hochfelden）一个路德宗牧师在讲道时说他的教区居民应该谋杀犹太人时，他们的态度变得温和。

## 反犹作品

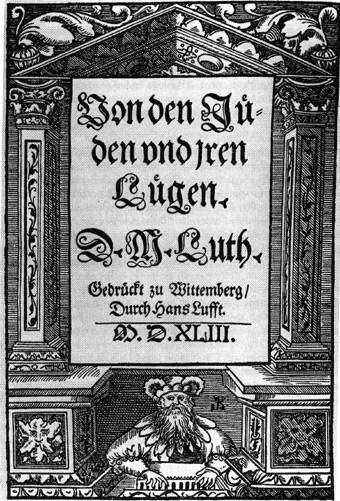
马丁·路德《论犹太人及其谎言》的题目页，Wittenberg, 1543

马丁·路德关于犹太人的主要作品是65000字的论著《论犹太人及其谎言》（Von den Juden und Ihren Lügen）和《论不可知的名与基督的世代》
（Vom Schem Hamphoras und vom Geschlech，这个作品在他一生重印了五次），它们都写在1543年，这是他死前的三年。一般认为，路德受到了安东·玛格丽塔（Anton Margaritha）的书《犹太信仰的全部》（Der Gantze Jüdisch Glaub）影响。玛格丽塔（Margaritha）是改信基督教路德宗的信徒，他于1530年出版了反犹主义的书籍，路德1539年读到此作品。1530年在查理五世和他的宫廷前进行公开辩论中，玛格丽塔的书被罗塞姆的约泽尔决定性地否定了，这导致玛格丽塔被驱逐出帝国。

### 《论犹太人及其谎言》
1543年，路德发表了其论著《论犹太人及其谎言》，在书中，他说犹太人“是一种低贱、淫荡的人，也就是，不是神的子民。他们所夸耀的血统、割礼和律法必须看作是污秽的。” 他们充满了“魔鬼的粪便……他们像猪一样在其中打滚。”犹太会堂是一个“被玷污的新娘，是的，一个不可救药的妓女和一个邪恶的荡妇……”他认为他们的犹太会堂和学校必须被焚烧，他们的祷告书必须被毁，禁止他们的拉比讲道，将他们的屋子夷为平地，没收它们的财产和金钱。不应该对他们怜悯或善良，不给他们提供法律保护，这些“剧毒的蠕虫”应该拉去强制劳动或被永远驱逐。他也似乎主张谋杀他们，写道“我们不杀了他们是错误的。”路德声称，犹太历史被“大量异端邪说”所攻击，认为基督扫除了犹太异端，并继续这样做，“因为，这仍然每天在我们眼前进行着。”他谴责犹太祷告是“亵渎神灵的”，是谎言，诽谤一般的犹太在灵性上是“盲目的”和“并被所有的魔鬼附身”。路德特别疑犹太割礼在灵性上的问题。在《论犹太人及其谎言》中，马丁·路德认为应该杀掉犹太人的那段说话如下（这是路德的原话）：
前面所引用的摩西说话最能解释了这点；这句话是，耶和华“必用癫狂、眼瞎、心惊攻击[犹太人]”（申命记28:28）。因此，如果我们不为我们主和基督徒在路撒冷被毁后三百年所流的无辜的血报仇，不为他们的孩子从那时开始所流的血报仇（他们的眼睛和他们的皮肤仍旧在流血），那么我们就是在犯错。我们不杀他们是错误的。

### 《论不可知的名与基督的世代》

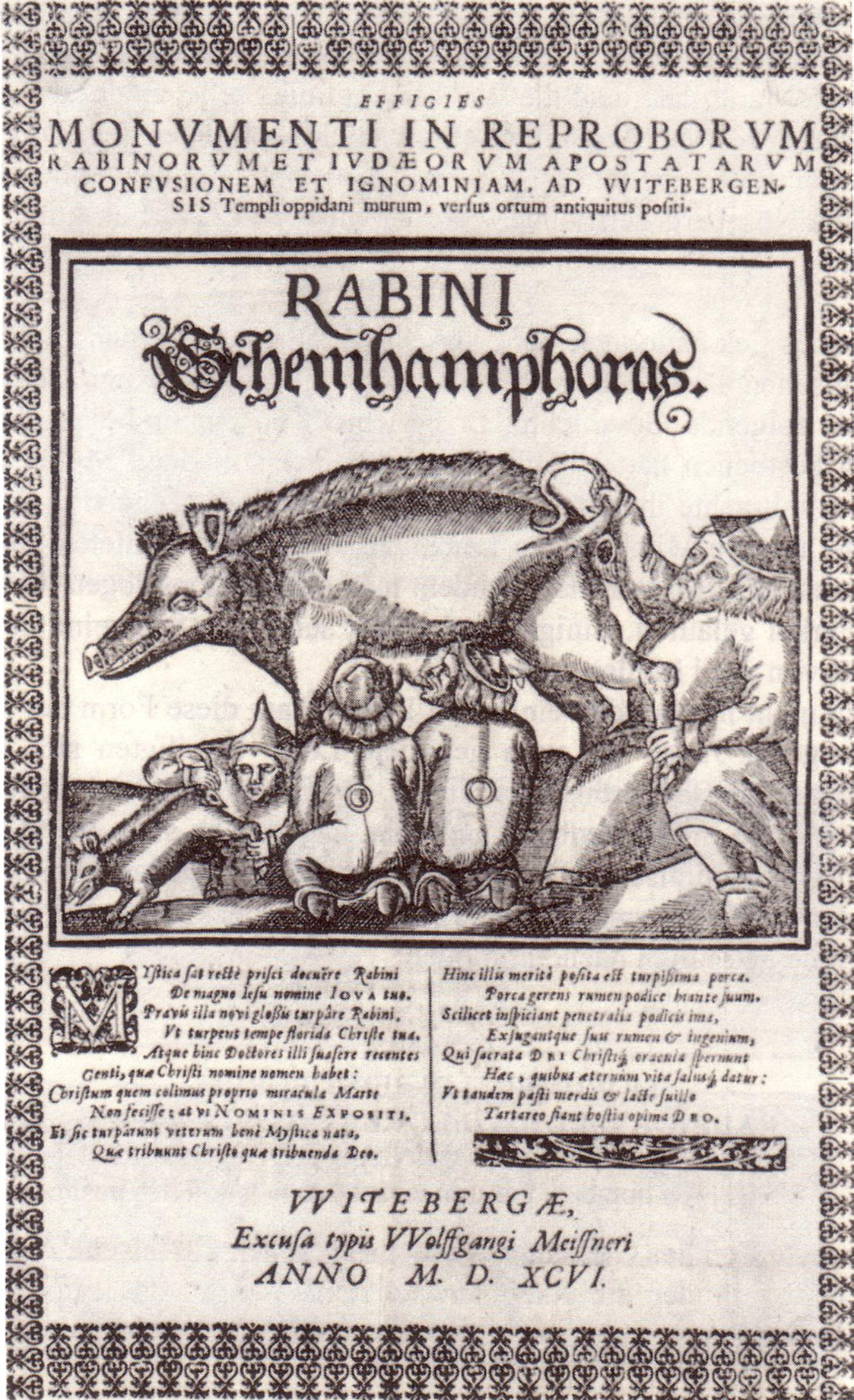
1596重印的《论不可知的名与基督的世代》

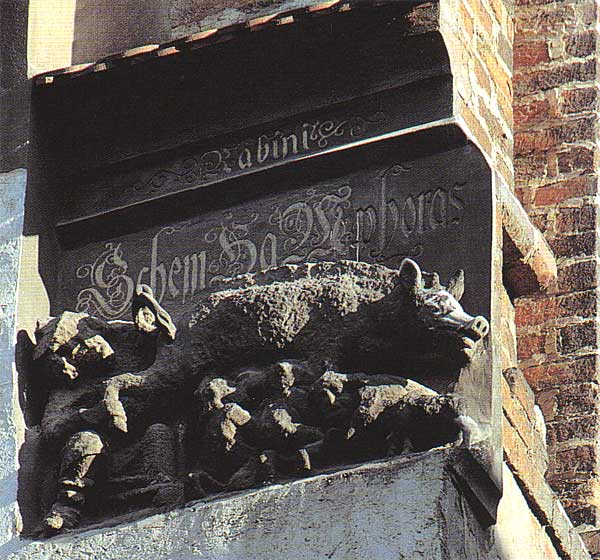
在威丁堡教堂上的“犹太人的母猪”，教堂建于1300–1470年。在德国，犹太人的形象非常普遍地与猪或魔鬼的象征有关。

在《论犹太人及其谎言》出版后的几个月，路德写了125页的《论不可知的名与基督的世代》，在书中，他把犹太人与魔鬼等同：

“在威丁堡这里，在我们的教区教堂中，有一头石头雕刻的母猪，下面躺着小猪们和犹太人，它们正在吸吮乳液；母猪后面站着一个拉比，他抬起母猪的右腿，站在母猪后面，躬下身子，努力地看着母猪下的塔木德，好像他想阅读和看到最困难和出色的东西一样；毫无疑问，他们从那个地方读到了拉比Shem Hamphoras的教导。”
《论不可知的名与基督的世代》的英译本收入在Gerhard Falk写于1992《基督教神学中的犹太人》中。

### 《警告犹太人》
路德死于1546年2月18日，在死前不久，路德在艾斯莱本做了四个布道。他在第三个讲道最后附上对犹太人的“最后警告”。这个简单作品的主要目的是，如果犹太人不能改信基督教，那么，那些可以驱逐犹太人出领域的当局应该立刻执行。路德认为，否则，这样的当局会让自己成为“他人之罪的同谋者”。

路德在开始时说：
现在，我们要以基督徒的方式来处理他们。给他们基督教的信仰，让他们接受弥赛亚，这个弥赛亚是他们的表兄，与他们血肉相连；这个弥撒亚就是亚伯拉罕的种子，他们不是一贯夸耀自己是亚伯拉罕的后代吗。即使如此，我担心犹太人的血可能不再稀释和狂野。首先，你应该建议他们归信弥赛亚，让他们受洗，告诉他们这对于我们是一个严重的事情。如果他们不归信，那么，我们不会允许他们[在我们中间生活]，因为基督吩咐我们受洗并信靠他，尽管我们有时候是小信的，但上帝仍然对我们有耐心。

路德继续说：“然而，如果他们被转化了，舍弃了他们的高利贷，接受了基督，那么，我们就愿意将他们当作我们的弟兄，否则，我们不会原谅他们，因为他们太过分。”

之后，路德开始指控他们： 
他们是我们的公敌。他们不停止亵渎我们的主基督，称圣母马利亚是妓女，基督是私生子，我们是低能儿或流产的胎儿（Mahlkälber：“小牛犊”）。如果他们能杀死我们全部，他们很乐意这样做。实际上，他们经常这样做，特别是那些作为医生的人——尽管他们有时很有帮助——因为魔鬼帮助他们完成一切。他们也在法国跟瑞士行医。他们鴆毒某人，让他可以在一个小时，一个月，一年，十年或二十年内死亡。他们能够从事这种行业。

然后他说：
然而，我们将向他们展示基督徒的爱，并为他们祷告，叫他们可以转化，接受主，他们应该在我们面前得体地尊敬耶稣。如果谁不会这样做的话，毫无疑问他就是一个恶毒的犹太人，他会不停地亵渎基督，将你吸干，然后，如果他可以，他会杀死你。

这个作品已经刚刚翻译出来，并出版在《路德作品》第58卷（布道5），第458-459页。

## 路德观点的影响
1543年,路德的王公、萨克森选侯约翰·弗雷德里克撤销了他在1539年“罗塞姆的约泽尔”的一些让步。路德的影响在他死后继续存在着。诺伊马尔克的边疆伯爵勃兰登堡-库斯特伦的约翰（John of Brandenburg-Küstrin）废除了犹太人在其领土上的通行权。黑森的伯爵菲力在他的《关于犹太人的命令》中增加了限制。保罗·约翰逊（Paul Johnson）写道，路德的追随者在1572年洗劫了柏林，次年，犹太人被整个国家禁止。在整个1580年代，骚乱导致了犹太人从几个德国路德宗国驱逐。
然而，没有统治者颁布路德反犹的全部建议。
根据迈克尔（Michael），路德的作品在德国获得了一个奠基的地位，他成为他那一代被最广泛阅读的作者，这部分是因为他作品粗糙而充满激情的性质。在1570年代，Georg Nigrinus牧师出版了《犹太敌人》，重申路德在《论犹太人及其谎言》中的方案，而《協和信條》的作者之一Nikolaus Selnecker重印了路德的《反对遵守安息日的人》《论犹太人及其谎言》和《关于犹太人的命令》。
路德反对犹太人的论述在17世纪早期的多特蒙德再次重印，但这些书本被皇帝夺取。在1613年和1617年，它们在法兰克福出版，以支持法兰克福和沃尔姆斯驱逐犹太人。加尔文主义者温彻茨·费特米尔奇（Vincenz Fettmilch）在1612年重印了《论犹太人及其谎言》，以煽动法兰克福对犹太人的仇恨。两年后，法兰克福的暴动导致3000名犹太人的死亡，其余的被驱逐出境。 Vincenz Fettmilch被路德宗城市当局处决，但迈克尔写道，他的处决是由于他试图推翻当局，而不是他对犹太人犯下的罪行。
这些重印书本是它们在20世纪复兴前最流行的一个阶段。

## 对现代反犹主义的影响
历史学家的普遍看法是，路德的反犹修辞对德国反犹主义的发展起到重要的作用，而在20世纪30年代和40年代，它们为纳粹党攻击犹太人提供了理想的基础。Reinhold Lewin写道：“不论是谁出于什么原因写出反对犹太人的作品都相信他有权得意地引用路德来为自己辩护。”根据迈克尔，在第三帝国印刷的每一本反犹作品都包含了对路德的引用。Diarmaid MacCulloch认为，路德1543年的小册子《论犹太人及其谎言》是碎玻璃之夜的“蓝图”。在碎玻璃之夜之后不久，图林根福音派路德教会的主教马丁·萨斯（Martin Sasse）出版了马丁·路德著作的纲要；Sasse“赞扬了烧毁犹太会堂的举动”；在导言中写道：“1938年11月10日，那天刚好是路德的生日，犹太会堂在德国被烧毁。”他敦促德国人民应该听到这些说话，因为路德是“在他时代最伟大的反犹主义者，他警告人民应该反对犹太人”。
克里斯托弗·普罗布斯特（Christopher J. Probst）在他的著作《恶魔化犹太人：纳粹德国的路德和新教教会》（“Demonizing the Jews：Luther and the Protestant Church in Nazi Germany（2012）”）中表明，在纳粹第三帝国期间，大量德国路德宗神职人员和神学家使用了路德对犹太人和犹太教充满敌意的作品来部分地证明国家社会主义反犹政策的合理性。在出版于1940年的作品中，海因里希·希姆莱带着敬佩地写到路德关于犹太人的作品和布道。纽伦堡市在1937年给纳粹报纸《冲锋报》的编辑尤利乌斯·施特莱彻送上了《论犹太人及其谎言》的第一版，作为生日礼物；该报纸将它描述为最激进的反犹出版物。它在纽伦堡党代会的玻璃柜中公开展出，E.H. Schulz博士和R. Frercks博士在54页的对“雅利安法”的解释中引用到这个作品。1941年12月17日，七个路德宗地区教会联合组织发表声明，同意强迫犹太人带上黄色徽章的政策，“自从路德的痛苦经验后，他[强烈]建议对犹太人采取预防措施，将他们驱逐出德国领土。”
迈克尔说：“路德提到犹太人时好像觉得他们是不能真正转化为基督教的种族一样。确实，像他之前的许多基督教作家一样，路德把犹太变成魔鬼，将他们变成一个远非转化的问题。”他指出，在1539年9月25日的讲道中，“路德试图通过几个例子证明个别犹太人不能永久地转换，在《论犹太人及其谎言》的几个段落中，路德似乎反对犹太人会可以归化的可能性。”
弗兰克林·谢尔曼（Franklin Sherman）是美国版《路德作品》第47卷的编辑，其中收录了《论犹太人及其谎言》。他回应了人们认为“路德对犹太人的反感在本质上是宗教的而不是种族的”观点。他解释说，路德反对犹太人不“仅仅是一套冷静、平静和整体的神学判断。他的作品充满了对这一个确定人种的愤怒，甚至是仇恨，而不仅仅只是反对它们宗教的观点；他的行动建议正是针对一个人种。谢尔曼认为，路德“不能完全与现代反犹主义分离”。关于路德的论著《论犹太人及其谎言》，德国哲学家卡尔·雅斯贝尔斯写道：“你已经在那里看到整个纳粹纲领。”
其他学者认为，在《论犹太人及其谎言》中表达出的反犹主义是基于宗教的。贝顿说，路德的立场是“完全宗教的，没有任何方面涉及到种族。路德认为，犹太人的最高罪是坚持拒绝上帝已经在基督中显明了自身。几个世纪的犹太苦难本身是神不满的标记，他们应该强迫自己离开，到一片自己的土地上。这是一个强制的犹太复国主义计划，但如果这不可行的话，路德会建议犹太人应该从事农业。他不知不觉地提出回到在中世纪早期的条件，那时犹太人从事的仍旧是农业。当他们离开了土地，他们进入商业，当他们被迫离开商业时，他们进入了贷款。路德希望扭转这个过程，从而无意中给予犹太人一个比他们在那个时候更安全的位置。”
保罗·哈尔斯尔（Paul Halsall）认为，路德的观点部分地为十九世纪的欧洲种族反犹主义奠定了基础。他写道：“虽然路德的评论似乎是纳粹的原型，但它们更应该看作是中世纪基督教反犹主义传统的一部分。虽然毫无疑问，基督教反犹主义为现代反犹主义建立了社会和文化基础，但现代反犹主义确实不同，它是建立在伪科学的种族观念上。纳粹甚至对那些归信基督教的犹太人进行监禁和杀害：路德却会欢迎他们的归信。”
在《路德宗季刊》的一篇文章中，瓦伦曼（Wallmann）认为，路德的《论犹太人及其谎言》和《反对遵守安息日的人》在十八世纪末和十九世纪初基本被反犹主义者忽略。他认为，约翰·安德烈亚斯·艾森门格（Johann Andreas Eisenmenger）和1711年在他在死后出版的《揭开犹太教》 “是十九世纪和二十世纪反犹主义的主要证据来源”，这些影响“将路德的反犹主义作品变得默默无闻”。在这本200页的作品中，艾森门格没有提到路德。
威廉一世路德宗宫廷牧师阿道夫·斯托克（Adolf Stoecker）在1878年建立了一个反犹太和反自由的政党，称为基督教社会党（德国）。然而，这个政党没有享受纳粹在20世纪30年代得到的大规模支持，因为在纳粹时期，德国的大萧条特别严重。

## 对纳粹影响的争辩
关于路德影响的争辩核心是，把他的工作看作是纳粹种族反犹主义的前身是否是时间错乱的。有些学者认为路德的影响力是有限的，而纳粹使用他的作品是机会主义的做法。
自第二次世界大战以来，普遍的学术观点是，在宗教改革与大屠杀之间的几个世纪，他的论文对于德国人对犹太公民的态度产生了重大而持久的影响。在他作品面世的四百年后，纳粹党在纽伦堡党代会上展示了《论犹太人及其谎言》，纽伦堡市给纳粹报纸《冲锋报》的编辑尤利乌斯·施特莱彻送上了《论犹太人及其谎言》的第一版；该报纸将它描述为最激进的反犹出版物。神学家约翰内斯·沃尔曼反对了这种看法，他写道，这个论文在德国没有持续的影响力，事实上在18世纪和19世纪期间基本被忽视了。汉斯·希勒伯格（Hans Hillerbrand）认为，关注路德在德国反犹主义发展中的作用是低估了“德国历史更大的特点。”
马丁·布莱希特（Martin Brecht）认为，路德对救恩的信念与纳粹种族反犹主义意识形态有一个区别，前者是依赖于对耶稣作为弥赛亚的信念，路德批评犹太人拒绝这样的信念。约翰内斯·沃尔曼认为，路德在反对犹太人的作品在18世纪和19世纪基本被忽略，并且认为，在路德的思想和纳粹意识形态之间没有什么连续性。 Uwe Siemon-Netto同意这个观点，认为这是因为纳粹本身已经是反犹的，所以他们复兴了路德的作品。汉斯·希勒尔布兰德（Hans J. Hillerbrand）说，认为“路德大大鼓励德国反犹主义发展……”的观点“过于强调路德的作用，而忽略了德国历史更大的特点”。其他学者认为，即使路德的观点仅仅是反犹的，它们的暴力给基督教对犹太教的标准怀疑添加了一个新元素。罗纳德·伯格（Ronald Berger）写道，路德被誉为“将基督教对犹太教的批判德国化，并且将反犹主义建设为德国文化和民族认同的关键要素”。保罗·罗斯（Paul Rose）认为，他在德国思想和话语中造成了一种对犹太人的“歇斯底里的和妖魔化的心态”，这种心态本来是不存在的。
根据美国历史学家露西·达维多维兹（Lucy Dawidowicz）的观点，从路德到希特勒的“反犹太主义”系谱是很“容易勾勒出来的”。在她的《反对犹太人的战争：从1933年至1945年》中，她写道，路德和希特勒对犹太人居住的“去独白化的宇宙”着迷，希特勒说，后期的路德，也就是写了《论犹太人及其谎言》的作者，才是真正的路德。
达维多维兹写道，路德的反犹作品和现代反犹主义之间的相似并非巧合，因为它们源于共同的反犹历史，这可以追溯到哈曼给亞哈隨魯的建议。虽然现代德国反犹主义的根源也来源于德国民族主义和基督教反犹主义，但她认为罗马天主教会已经建立了一个反犹的根基，而“路德的观点是建立在这个根基上的”。迈克尔认为，路德学者试图缓和路德对犹太人的看法，这忽视了他反犹主义的毁灭性内涵。迈克尔认为，在整个大屠杀中，路德的想法和大多数德国路德宗的反犹主义之间存在着“强烈的平行”。他认为，像纳粹一样，路德将犹太人描述为邪恶的。只有当他们归信基督教，他们才能得救，但他们对这个想法的敌意让这一点变得不可实行。
路德的情绪在20世纪30年代的德国得到广泛共鸣，特别是在纳粹党内。《人民观察家报》引用了希特勒的教育部长伯恩哈德·鲁斯特的说话：“自从马丁·路德闭上眼睛以来，我们的人民再也没有出现过这样的儿子。我们决定，我们将是第一个见证他的再现的人……我认为以后，人们必然以同样的语气说出希特勒和路德的名字，他们是同等的；他们打着同样的印记”。

路德联盟杂志Deutsche Kultur-Wacht的领导人、战斗联盟柏林分部的Hans Hinkel在他就任戈贝尔文化与宣传部的犹太分会和电影部的负责人时，发表演讲，向路德致敬。“通过他的行为和他的精神态度，他开始了我们今天将要发动的战斗；与路德一起，德国热血的革命开始了，我们对民族中外来元素的斗争开始了。为了继续完成他的新教革命，民族主义必须将德国战士路德的生命作为一个榜样，为了所有德国血亲的同胞，‘超越一切教派的阻碍’”。
根据丹尼尔·戈德哈根，新教徒领袖马丁·萨斯（Martin Sasse）主教，在碎玻璃之夜后不久出版了路德作品的纲要。对此，牛津大学教会历史教Diarmaid MacCulloch认为，路德的作品是一个“蓝图”。萨斯“赞扬了对犹太会堂的焚烧”，在简介中，他写到，这是巧合的一天，“1938年11月10日，在路德生日那天，犹太会堂在德国被焚烧。”他敦促德国人民应该听到这些说话，因为路德是“在他时代最伟大的反犹主义者，他警告人民应该反对犹太人”。
宗教研究教授威廉·尼科尔斯（William Nichols）说：“第二次世界大战后，在纽伦堡的审判中，臭名昭着的纳粹宣传家、下流的反犹主义周报《冲锋报》的编辑尤利乌斯·施特莱彻认为，如果他应该站在那里被指控，那么马丁·路德也应该站在这里。读到这些段落时，人们很难不同意他的说法。马丁·路德作品中的提议看起来像纳粹的程序”“犹太人是我们的不幸”正是马丁·路德的原话，几个世纪以后它被海因里希·馮·特賴茨克重复使用，并出现在尤利乌斯·施特莱彻的《冲锋报》的头版中。
一些学者将纳粹的“最终方案”直接归因于马丁·路德。而其他人对这一观点提出异议，尖锐地质疑了威廉·劳伦斯·夏勒和其他人提出的论题。

### 路德日
在路德日这个节日中，纳粹强调他们与路德的联系在于他们都是民族主义的革命，并且是德国传统过去的继承人。在Chemnitzer Tageblatt中的一篇文章指出，“德国民族不仅在对祖国的忠诚和爱中团结在一起，而且在德国对路德的古老信念中再次团结在一起；一种强大的、有意识的宗教生活已经在德国开始。”理查德·斯蒂格曼-加尔（Richard Steigmann-Gall）在他2003年的书本《圣洁的帝国：纳粹的基督概念，1919-1945》写道：
新教联盟的领导支持了类似的观点。 Fahrenhorst曾在路德日的规划委员会中，他称路德是“第一个德国精神元首”，他对所有德国人说话，不管什么部落或教派。在给希特勒的信中，Fahrenhorst提醒他，他的“老战士”大多是新教徒，正是在我们祖国的新教地区，纳粹主义找到了最强大的力量。Fahrenhors承诺路德日的庆祝不会变成一个教派活动，他邀请希特勒成为路德日的官方赞助人。在随后的信函中，Fahrenhorst再次表达了对路德的崇敬可以跨越宗教的边界：“路德真的不仅是一个基督教派的创始人；更重要的是，他的观点对德国所有基督教产生了巨大的影响。”正是因为路德的政治和宗教的重要性，路德日将成为“教会和民族”的共同教派。

Fahrenhorst声称纳粹在德国新教地区中找到他们最强大的力量，这已经得到那些研究1928 - 1933年德国投票规律的学者的证实。英国诺丁汉大学现代史教授、《希特勒与纳粹》（Routledge 1993）的作者Richard (Dick) Geary在《今日历史》中写了一篇关于谁投票支持纳粹的文章，在那篇文章中，他说纳粹从新教徒中获得的票数远多于德国天主教的票数。

## 路德的言辞与文献
在《第三帝国的兴亡》中，威廉·劳伦斯·夏勒写道：
人们很难理解大多数德国新教徒在纳粹第一年中行为，除非他们知道这两件事：他们的历史和马丁·路德的影响。新教的伟大创始人是一个充满激情的反犹主义者和一个强烈支持绝对服从政治权威的信徒。他希望德国摆脱犹太人。路德的忠告在四个世纪之后得到希特勒、戈林和希姆萊的采取。
罗兰·贝顿是著名的教会历史学家和路德传记作家，他提到了《论犹太人及其谎言》：“人们希望路德在写这个作品之前就死了。他的立场完全是宗教的， 而不是种族的。”理查德·马里乌斯（Richard Marius）认为，在罗兰·贝顿作出这一“宣言”时，“罗兰·贝顿的努力是为了最大程度地为路德洗脱”，并且“美化路德关于犹太人的观点。”
后来研究路德与犹太学者“罗塞姆的约泽尔”通信的作者 James M. Kittelson同意罗兰·贝顿的说法：“在这些回信中，没有什么反犹主义。此外，路德从来没有成为现代种族意义上的反犹主义者。”
保罗·哈尔斯尔（Paul Halsall）说： “在他给史毕赖丁(Spalatin)的信中，我们已经可以看到路德对犹太人的仇恨，这最能在这个写于1543年关于犹太人和他们的谎言的信中看出来。这种仇恨不是年老的影响，而是很早就出现了。路德希望犹太人转化为纯洁的基督教。当他们不这样做时，他对他们进行了猛烈的攻击。”
Gordon Rupp这样评价《论犹太人及其谎言》：“我承认我感到羞愧，因为我对耶柔米的一些信件，对托马斯·莫尔爵士的一些段落和启示录中的一些章节感到羞耻。而且我必须说，我对基督教历史中的另一个交易感到羞愧，他们的作者还没有真的认识基督。”
根据Heiko Oberman的说法，“路德的反犹太主义的基础是：自从基督出现在人间以来，犹太人作为犹太人已经没有未来。”

理查德·马里斯（Richard Marius ）把路德的话作为被路德视为基督教敌人的许多人种之一。他说：
虽然对于他犹太人只是他以同样力度攻击的许多敌人中的一个，虽然他没有下降到西班牙宗教裁判所对犹太人犯下的恐怖罪行，虽然不能将阿道夫·希特勒的怪责到他头上，但路德对犹太人的仇恨是他的遗产中一个可悲而不光彩的部分，而且这不是一个次要问题。它位于他宗教观的核心。他在犹太人中看到他在天主教徒中没有看到的、持续的道德败坏。他没有指责教皇犯下犹太人所犯下的罪行。

罗伯特·威特（Robert Waite）在希特勒和德国纳粹的心理史中用了很长篇幅去描述路德对希特勒和纳粹意识形态的影响。他指出，在希特勒《我的奋斗》中，希特勒提到马丁·路德是一个伟大的战士，一个真正的政治家，和一个伟大的改革者，他与理查德·瓦格纳和腓特烈二世并列。Waite引用了威廉·罗伯克，后者在希特勒大屠杀后写道，“毫无疑问，路德宗影响了德国的政治、精神和社会历史；经过仔细考虑后，我认为这种影响是致命的。
Waite还比较了他对路德的精神分析与Erik Erikson在《年轻时的路德》中对路德的精神分析，认为：如果路德在20世纪30年代还活着，他很可能会发言反对纳粹迫害犹太人，即使这会给他带来生命危险，正如迪特里希·朋霍费尔（路德宗牧师）所做的一样。然而，人们不知道路德会否发表反对纳粹迫害和灭绝犹太种族的言论，尤其当人们考虑到路德在《论犹太人及其谎言》（1543）中写道：“我们不杀了他们是错误的”，历史学家罗伯特·迈克尔（Robert Michael）认为，这句话等同于对种族灭绝的批准。
马丁·布莱希特在他所写的路德三卷本传记中说：“我们必须对路德与犹太人的关系进行评价。”他注意到：
[路德]的反犹态度最终被认为是不可调和的，但这种反对是在宗教和神学性质的核心中进行的，它与信仰基督和称义有关，它与上帝子民的理解以及对旧约的解释有关。经济和社会的动机只起到次要作用。路德对犹太人的敌意不能以心理的方式解释为病态的仇恨，也不能以政治的方式解释为一种领土王公的反犹主义的扩张。但是，他必然要求将那些反对异端的法律措施用于驱逐犹太人——同样也用于反对再洗礼教——因为犹太人对基督的怀疑让他看不到宗教共存的可能性。在建议使用武力时，他主张的手段与他基督信仰的本质并不相容。此外，他批评拉比对圣经解释已经部分违反了他自己的解经原则。因此，他对犹太人的态度可以适当地从他的方法和他的神学中心上加以批评。

布莱希特结束了他的评价： 
然而，路德没有参与后来的种族反犹主义。他对救恩的信念和种族意识形态之间存在巨大的差异。然而，他的错误煽动带来了邪恶的后果，结果，路德致命地成为反犹主义“教父”之一，从而为现代对犹太人的仇恨提供了材料，这一切都以改革家的权威作为掩饰。
1988年，神学家斯蒂芬·威斯特霍尔姆认为，路德对犹太人的攻击是他对天主教攻击的一部分——路德将保罗批评法利赛人尊重律法和虚伪应用到对天主教的批评上。韦斯特霍尔姆（Westerholm）拒绝了路德对犹太教的观点以及他明显的反犹主义，但他指出，无论保罗和路德反对犹太人的论据中存在什么问题，保罗和后来的路德都坚持的东西仍旧是基督教的重要景愿。
迈克尔·贝伦鲍姆写道，路德依靠圣经作为基督教权威的唯一来源，这导致他后来对犹太人拒绝将耶稣看作弥赛亚的做法异常愤怒。对于路德，救恩取决于相信耶稣是神的儿子，这是犹太教追随者不相信的信念。在他年轻时，路德认为，犹太人被禁止归化基督是因为天主教宣布的是不纯的福音，他相信如果温柔地向他们传福音，他们会积极地回应福音派信息。他对他们被迫生活的恶劣条件表示关切，并坚持认为，任何人如果否认耶稣一出生就是犹太人的事实就是异端。
格雷厄姆·诺布尔（Graham Noble）写道，路德希望以自己的名义拯救犹太人，而不是消灭他们，但在他对他们显示出的合理性背后，存在着一种“尖锐的不宽容”，这让他“更加狂怒地要求他们归信他所定义的基督教“（Noble，1-2）。当他们没有归化时，他就与他们为敌。
在他对《尊主頌》（Magnificat）的评论中，路德批评犹太教对旧约圣经的前五书——摩西五经的重视。他说，他们“努力通过自己的力量去遵守律法，但却不能从他们匮乏和被咀咒的状态中学到什么东西”。然而，他的结论是，神的恩典任何时候将继续给予作为亚伯拉罕后代的犹太人，因为他们总是可以成为基督徒。“我们不应该……以这样不友好的态度对待犹太人，因为他们中有未来的基督徒。”
保罗·约翰逊（Paul Johnson）写道：“路德不满足言语的虐待，甚至在写反犹的小册子之前，他在1537年驱逐犹太人出萨克森，在1540年代，他将他们从许多德国城镇中驱逐；但在1543年，他不能成功地让选候将犹太人从勃兰登堡驱逐出去。”
迈克尔写道，路德毕生关心犹太人的问题，尽管他只是将小部分的工作奉献给这个问题。作为一个基督牧师和神学家，路德关心的问题是人们对耶稣作为弥赛亚的救恩。犹太人在拒绝这种对耶稣的看法时，他们变成了“重要的他者”，成为了与基督教对上帝看法的反面。在早期的作品《耶稣基督是一个犹太人》中，路德提倡对犹太人要仁慈，但其目的只是为了将他们转化为基督教，这就是所谓的Judenmission。当他试图转化他们的尝试失败时，他对他们越加厌恶。

## 路德宗教会近期反应
与反犹主义一样，路德在《论犹太人及其谎言》及其他作品中的反犹太言论已被世界各地的路德宗教会所否定。
1970年，Strommen等人对4,745名15-65岁的北美路德教徒的调查发现，与其他少数群体相比，路德宗对犹太人的偏见最小。自20世纪80年代以来，一些路德教会机构已正式谴责路德关于犹太人的著作，并与之脱离关系。
1982年，路德宗世界联合会发表了一项声明，指出“我们基督徒必须清除我们对犹太人的任何仇恨以及任何蔑视犹太教的教义。”1983年密苏里路德会谴责马丁路德对犹太人的“敌对态度”。与此同时，常规的密苏里路德会在传统上也拒绝使用路德的声明来煽动“反路德宗的情绪”。
美國福音路德教會在一篇关于路德宗-犹太关系的文章中指出，“多年来，路德的反犹太作品继续在新纳粹和反犹主义团体，如三K党的小册子和其他作品中被复制。”

1987年约翰内斯·沃尔曼博士在《路德宗季刊》(Lutheran Quarterly)上写道，说：
人们认为，路德的反犹情绪的言论在宗教改革后的几个世纪中具有重大而持续的影响，并且认为，在新教徒的反犹主义和现代种族主义的反犹主义之间存在着一种连续性。这些说法目前广泛存在于各种文献中；自第二次世界大战以来，它已经成为了普遍的看法。
1994年，美国福音路德教会理事会公开地拒绝了路德反犹主义的作品，并且认为：“我们继承了他的名字和遗产，所以必须痛苦地承认路德后期作品中包含的反犹太教的抨击。我们拒绝这种暴力的抨击，正如在16世纪他的许多同代人拒绝它一样。我们对它对于后世犹太人的悲剧性影响感到持久的悲痛。”
1995年，加拿大福音路德教会发表了类似的声明，1998年的奥地利福音派教会也是如此。同年，巴伐利亚福音路德教会的会议在碎玻璃之夜60周年上发表声明说：“路德教会必须认识到自己得益于马丁·路德的工作和传统，并且认真地考虑他的反犹太言论，承认它们的神学功能，并反思它们的影响。我们必须远离路德神学的任何[反犹]表达。”
路德福音新教教会（ The Lutheran Evangelical Protestant Church,简写LEPC）发表了一份强烈的立场声明，说：“犹太人是上帝所拣选的人，信徒们应当祝福他们，因为圣经说上帝会赐福那些祝福以色列人的人，诅咒那些咒诅以色列的人。LEPC / EPC / GCEPC撤回和否定了马丁·路德关于犹太人的作品和话语。人们为犹太人的医治祈祷，为他们的和平和他们的繁荣祈祷。人们为耶路撒冷的和平祷告。人们为马丁·路德造成的伤害和任何造成犹太人的伤害感到深深悲伤和忏悔。希望犹太人民宽恕所有这些对犹太人作出的行动。福音首先是犹太人的，然后是外邦人的。外邦人（即，那些信靠基督的非犹太人）是被移植到这根枝条上的。在基督中，没有犹太人和外邦人，但主的愿望是，从两者中会产生出新人，因为基督用他的身体打破了分隔的围墙（以弗所书2 ：14-15）。 LEPC / EPC / GCEPC祝福以色列和犹太人。”
路德宗教会与犹太人欧洲委员会（European Lutheran Commission on the Church and the Jewish People，LutherischeEuropäischeKommission Kirche und Judentum）是一个代表了欧洲二十五个路德教会机构的兼容并包的组织，它于2003年5月12日发表了《对真理（Dabru Emet）的回应》：
在“德里贝亨宣言”（Driebergen Declaration，1991年）中，路德教会与犹太人欧洲委员会（LEKKJ）……拒绝了传统基督教“对犹太人和犹太教的蔑视”教导，特别是马丁·路德反犹著作，在这种观点中，教会需要改革自己的操作。在这种背景下，LEKKJ欢迎《真理：关于基督徒和基督教的犹太声明》的颁布。我们在这个声明中看到它对我们在过去的工作的肯定……我们知道，我们必须重新审视路德教神学中的主题，这些主题在过去曾反复地带来对犹太人的敌意……我们完全知道《真理》（Dabru Emet）是犹太人邀请我们的第一次对话，我们在本声明中也看到它能够帮助我们表达和活出我们的信仰，使我们不诋毁犹太人，而是尊重他们的独特性，能够让我们通过他人目光的观察更清楚地说明我们自己的身份。
2004年1月6日，美国福音路德会的路德-犹太关系协商小组发表声明，敦促所有路德会教会的受难戏剧应该遵守他们的《路德-犹太关系的指导方针》（Guidelines for Lutheran-Jewish Relations），并指出“新约……不能用来作为对现今犹太人敌意的理由，”而且，“耶稣死亡的责任不应归因于犹太教或犹太人。”